# Salut Victor
Pour plus de détails, voir Fiche technique et Distribution.
Salut Victor est un film canadien, sorti en 1989. Basé sur la nouvelle Matthew et Chauncy d'Edward O. Phillips, le film a été réalisé par Anne Claire Poirier et écrit par Poirier et Marthe Morisset Blackburn.
Le film met en vedette Jean-Louis Roux dans le rôle de Philippe et Jacques Godin dans le rôle de Victor, deux hommes plus âgés vivant dans une maison de retraite qui tombent amoureux; avant d'emménager dans la maison de retraite, Victor était ouvertement gay tandis que Philippe réprimait son homosexualité.
Le film a été produit pour l'Office national du film du Canada.

## Fiche technique
- Titre : Salut Victor
- Réalisation : Anne Claire Poirier
- Scénario : Anne Claire Poirier
- Musique : Joël Bienvenue
- Photographie : Michel Brault
- Montage :
- Production : Anne Claire Poirier
- Pays :  Canada
- Genre : Drame
- Durée : 83 minutes
- Dates de sortie : 
  -  Canada : 24 septembre 1989 (Cinéfest Sudbury International Film Festival)

## Distribution
- Jean Besré
- Muriel Dutil
- Jacques Godin : Victor Laprade
- Juliette Huot
- Marthe Nadeau
- Huguette Oligny
- Jean-Louis Roux : Philippe Lanctot
- Julie Vincent

## Prix
- Grand Prix Hydro-Québec, Festival du cinéma international en Abitibi-Témiscamingue, 1988.